# Liguilla Pre-Libertadores 2010 (Chile)
La Liguilla Pre-Libertadores 2010 fue la 26ª versión de la Liguilla Pre-Libertadores, torneo clasificatorio para Copa Libertadores de América organizado por la Asociación Nacional de Fútbol Profesional. El ganador de esta edición fue Unión Española, que derrotó a Audax Italiano por un global de 3-2.

## Desarrollo
Audax Italiano, Universidad de Chile, Unión Española y Huachipato disputaron la liguilla en formato de eliminación directa, en el cual los goles de visita fueron válidos en las 2 fases. 
Unión Española fue el ganador de este minitorneo en donde eliminó a Universidad de Chile en la primera ronda y derrotó a Audax Italiano por 3-2 en el marcador global. Con este resultado, clasificó como "Chile 3" a la Copa Libertadores 2011 en donde se enfrentó al Bolívar de Bolivia y accedió a la fase grupal, transformándose, junto a Universidad Católica y Colo-Colo, Chile 1 y Chile 2 respectivamente, en el tercer representante chileno en dicho torneo internacional.

## Equipos participantes
| Equipo               | Vía de clasificación                              |
| -------------------- | ------------------------------------------------- |
| Audax Italiano       | Tercer lugar de la Primera División de Chile 2010 |
| Universidad de Chile | Cuarto lugar de la Primera División de Chile 2010 |
| Unión Española       | Quinto lugar de la Primera División de Chile 2010 |
| Huachipato           | Sexto lugar de la Primera División de Chile 2010  |

|  | Semifinal            | Semifinal            | Semifinal      | Semifinal | Semifinal |   |                | Final          | Final | Final | Final | Final |
|  |                      |                      |                |           |           |   |                |                |       |       |       |       |
|  | Huachipato           | Huachipato           | 2              | 0         | 2         |   |                |                |       |       |       |       |
|  | Audax Italiano       | Audax Italiano       | 1              | 2         | 3         |   |                |                |       |       |       |       |
|  |                      |                      |                |           |           |   | Audax Italiano | Audax Italiano | 1     | 1     | 2     |       |
|  |                      | Unión Española       | Unión Española | 2         | 1         | 3 |                |                |       |       |       |       |
|  | Unión Española       | Unión Española       | 0              | 4         | 4         |   |                |                |       |       |       |       |
|  | Universidad de Chile | Universidad de Chile | 0              | 1         | 1         |   |                |                |       |       |       |       |

- Nota: En cada llave, el equipo ubicado en la primera línea es el que ejerce la localía en el partido de ida.

### Semifinal
| 8 de diciembre de 2010, 20:00 | Huachipato                 | 2:1 (1:1) | Audax Italiano | Estadio CAP, Talcahuano                                 |                                                         |
|                               | Zelaye 35' · Rebolledo 77' | Reporte   | Zalazar 1'     | Asistencia: 6.039 espectadores Árbitro(s): Claudio Puga | Asistencia: 6.039 espectadores Árbitro(s): Claudio Puga |

| 12 de diciembre de 2010, 19:30 | Audax Italiano         | 2:0 (1:0) (Global 3:2) | Huachipato | Bicentenario Municipal de La Florida, Santiago (La Florida) |                                                       |
|                                | Medel 2' · Rieloff 49' | Reporte                |            | Asistencia: 7.145 espectadores Árbitro(s): Pablo Pozo       | Asistencia: 7.145 espectadores Árbitro(s): Pablo Pozo |

| 9 de diciembre de 2010, 19:30 | Unión Española | 0:0     | Universidad de Chile | Santa Laura-Universidad SEK, Santiago (Independencia)     |                                                           |
|                               |                | Reporte |                      | Asistencia: 5.652 espectadores Árbitro(s): Eduardo Gamboa | Asistencia: 5.652 espectadores Árbitro(s): Eduardo Gamboa |

| 12 de diciembre de 2010, 17:00 | Universidad de Chile | 1:4 (0:2) (Global 1:4) | Unión Española                  | Nacional Julio Martínez Prádanos, Santiago (Ñunoa)       |                                                          |
|                                | Gallegos 76'         | Reporte                | Monje 3' · Canales 5', 65', 87' | Asistencia: 9.260 espectadores Árbitro(s): Enrique Osses | Asistencia: 9.260 espectadores Árbitro(s): Enrique Osses |

### Final
| 15 de diciembre de 2010, 20:00 | Unión Española               | 2:1 (1:0) | Audax Italiano | Santa Laura-Universidad SEK, Santiago (Independencia)   |                                                         |
|                                | Leal 17' · Canales 90+4' (p) | Reporte   | Pinto 73'      | Asistencia: 5.523 espectadores Árbitro(s): Jorge Osorio | Asistencia: 5.523 espectadores Árbitro(s): Jorge Osorio |

| 19 de diciembre de 2010, 19:00 | Audax Italiano  | 1:1 (1:1) (Global 2:3) | Unión Española | Bicentenario Municipal de La Florida, Santiago (La Florida) |                                                        |
|                                | Campos Toro 30' | Reporte                | Canales 43'    | Asistencia: 11.953 espectadores Árbitro(s): Pablo Pozo      | Asistencia: 11.953 espectadores Árbitro(s): Pablo Pozo |

## Ganador
| Chile                                   |
| Ganador Unión Española                  |
| Clasificado a la Copa Libertadores 2011 |